# 大理石山府
大理石山府（Marble Hill House）是一座位於泰晤士河畔里奇蒙倫敦自治市特威克納姆的帕拉第奧式建築風格別墅，修建於1724年至1729年，設計者是羅傑·莫里斯。大理石山府是帕拉第奧式建築的代表作，受到科爾納羅別墅的影響，現在由英格蘭遺產所有，和其附近地區一併開闢為公園。亞歷山大·波普和強納森·史威夫特都曾以賓客身份在大理石山府度過眾多愉快時間。

## 外部連結
- English Heritage: Marble Hill House information for visitors（页面存档备份，存于）
- English Heritage: Teachers' resource kit for Marble Hill House（页面存档备份，存于）